# Darkstalkers 3
Darkstalkers 3 is een computerspel van Capcom ontwikkeld en uitgebracht door Capcom voor Aracde in 1997. Het is het derde spel uit de Darkstalkers-franchise. Het spel werd later ook uitgebracht voor andere spelcomputers zoals Sega Saturn en PlayStation met al dan niet aanpassingen in de personages, maar inhoudelijk verder wel eenzelfde spelverloop hebben.
Door deze verschillende versies heeft het spel naargelang de spelconsole en regio ook een andere naam waaronder
- Westerse markt
  - Vampire Savior
  - Vampire Savior: World of Darkness
- Japanse markt
  - Vampire Savior: The Lord of Vampire (ヴァンパイア セイヴァー ロード オブ ヴァンパイア, Vanpaia Seivā Rōdo obu Vanpaia)
  - Vampire Hunter 2
  - Vampire Savior 2